# Synsynella choprai
Synsynella choprai is een pissebed uit de familie Bopyridae. De wetenschappelijke naam van de soort is voor het eerst geldig gepubliceerd in 1932 door Arthur Sperry Pearse.